# الحصن (ريمة)
الحصن هي إحدى قرى الجمهورية اليمنية. وهي تتبع جغرافيًا لمحافظة ريمة. وإداريًا لمديرية بلاد الطعام. يبلغ تعداد سكانها 1710 نسمة حسب الإحصاء الذي جرى عام 2004.